# 國立中山大學文學院

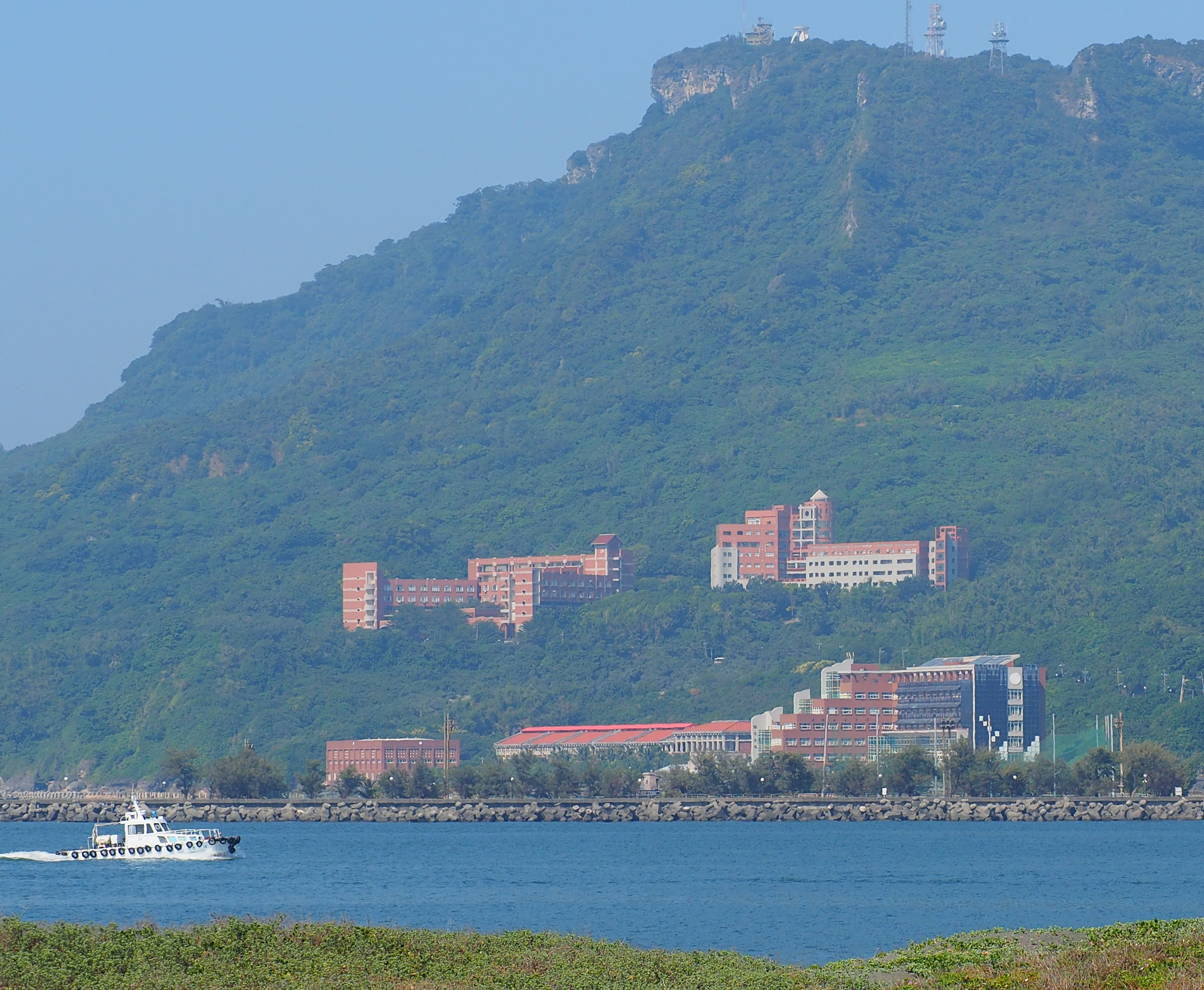
中山文學院位於壽山山腰的文學院大樓與藝術大樓，下方為海洋科學學院

國立中山大學文學院（英語：College of Liberal Arts, National Sun Yat-sen University），簡稱中山文院，是國立中山大學的學院之一，1985年創立。首任院長為香港中文大學聯合書院前教授余光中。

## 沿革
- 1980年，國立中山大學中國文學系；外國語文學系；音樂學研究所（碩士班）。
- 1985年，國立中山大學文學院；外國語文學系（碩士班）。

### 歷任院長
- 余光中：1985年8月－1991年7月
- 鮑國順：1991年8月－1994年7月
- 徐漢昌：1994年8月－1997年7月
- 鍾　玲：1997年8月－2000年7月
- 蘇其康：2000年8月－2003年7月
- 王儀君：2003年8月－2006年7月
- 林慶勳：2006年8月－2009年7月
- 李美文：2009年8月－2012年7月
- 黃心雅：2012年8月－2015年8月
- 游淙祺：2015年9月－2021年7月[1][2]

## 校園

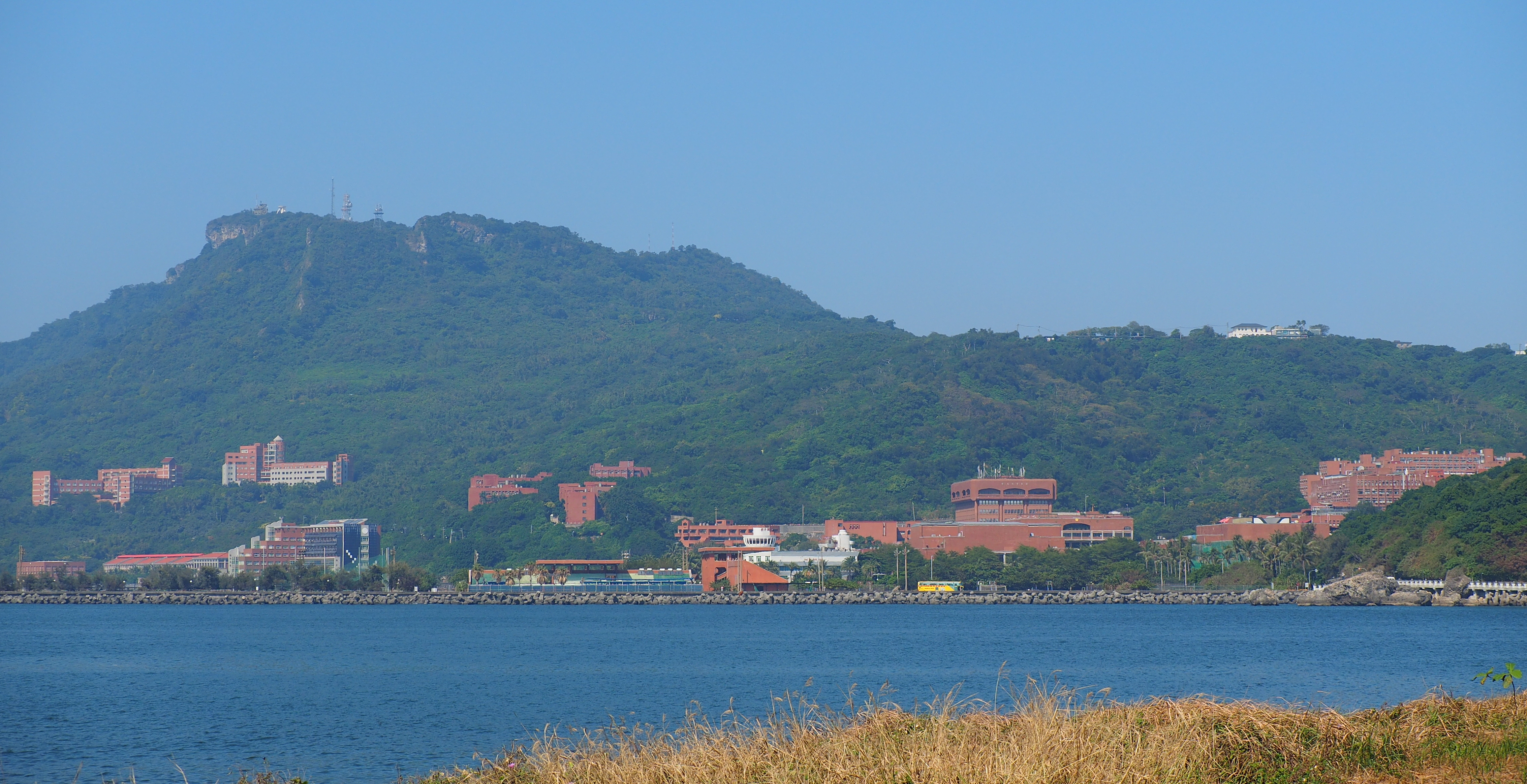
文學院位於國立中山大學校園北側（圖右）山腰處，距離校內其他單位較為遙遠

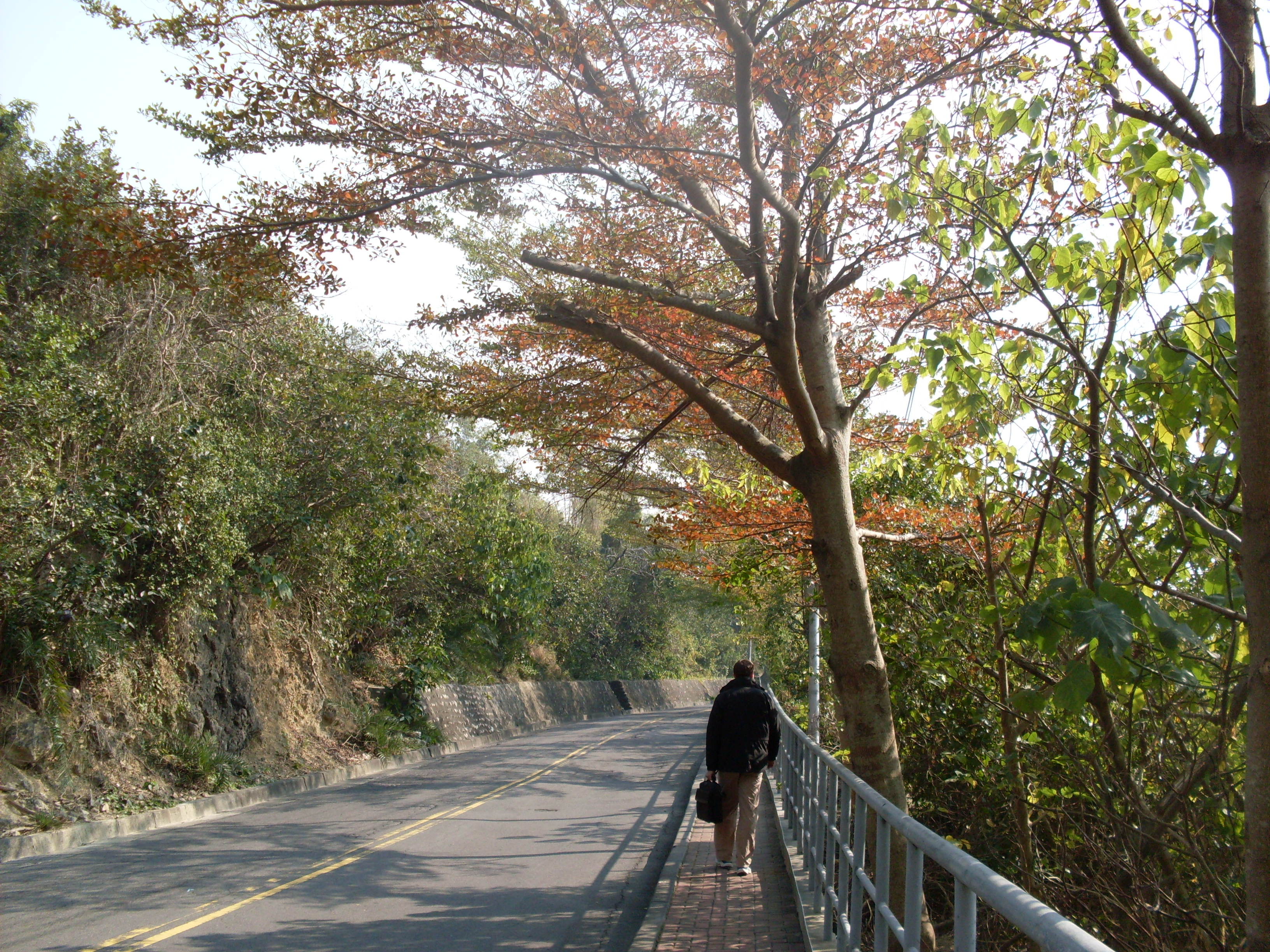
柴山大路

中山文院原位於社管大樓南端（今社會科學院處），2000年遷移至壽山山腰新建的文學院大樓與藝術大樓，享有依山面海、獨覽西灣夕照的2棟建築，是全校唯一不在西子灣海濱的學院。與校內其他單位距離較遠，步行前往海洋科學學院約需10分鐘，步行前往西子灣主校區（理、工、社科、管理4學院）約需20分鐘。

### 清園
中文系主攻中國明清文學，1999年建立了小花園「清園」，為高雄市添一遊憩景點。

### 地質危機
2003年，文院建築開始出現每年下滑30公分的現象，校方已以排水工程舒緩危機。

## 組織

### 系所單位
- 中國文學系（學、碩、博士班）
- 外國語文學系（學、碩（文學組、應用語言學組）、博士班）
- 音樂學系（學、碩士班）
- 劇場藝術學系（學、碩士班）
- 哲學研究所（碩士班）

### 研究中心
- 人文研究中心
- 清代學術研究中心
- 韓國研究中心

## 學術評價與特色
- 教職員以外省人居多，本省人教授出身師範體系者眾，故中山文院學風保守。
- 根據英國QS世界大學排名（2012年）的評價，中山大學的人文藝術領域位居世界第348名[3]。
  - 英語文學排名世界第151-200名
  - 現代語文排名世界第101-150名

### 西子灣文學獎
中文系於1990年代開始舉辦「西子灣文學獎」徵文比賽，鼓勵學生創作新詩、散文及小說。

### 出版物
- 中山人文學報
- 西灣文庫
- 文苑學風

## 外部連結
- 國立中山大學文學院
- 國立中山大學余光中數位文學館（页面存档备份，存于）